# Arunte (mago)
Arunte (o Aronte o Aronta) es un arúspice etrusco, personaje de la Farsalia de Lucano y citado en  La Divina Comedia de Dante Alighieri.
Para Lucano (Farsalia, libro I) él era un potente adivino especializado en la clarividencia a través de las vísceras de los animales, el vuelo de los pájaros y otros fenómenos naturales. Vivía probablemente en Lucca (Lucae) y fue convocado a Roma poco tiempo antes de la guerra civil entre Julio César y Pompeyo para interpretar algunos portentosos eventos: él predijo la guerra y la gloriosa victoria de César.
Dante tomó su figura para colocarla en el Infierno entre los adivinos de la cuarta fosa del octavo círculo de los fraudulentos (XX, 46-51). El poeta florentino se basó probablemente en un texto que llevaba una cita errada del texto de Lucano, donde el arúspice era indicado como originario de una ciudad de Luni (en latín Lunae en lugar de Lucae) extrañamente desierta. Y además en la época de Arunte (siglo I a. C.) o en la de Lucano (siglo I d. C.) la gloriosa ciudad romana debía sin dudas estar en su máximo esplendor. Dante elige colocar al adivino en una cueva entre los blancos mármoles arriba de Carrara, donde podía ver tanto el mar como las estrellas.